# ロイド・エイブリー2世
ロイド・エイブリー2世（Lloyd Fernandez Avery II、1969年6月21日 - 2005年9月4日）は、アメリカ合衆国の俳優、ラッパー。2005年、麻薬の売人を殺害した罪で逮捕され、終身刑を言い渡された後に同房者のケビン・ロビーによって絞殺された。

## 経歴
カリフォルニア州ロサンゼルスにて誕生。ビバリーヒルズ高校に通い、1991年に俳優として映画『ボーイズ'ン・ザ・フッド』に出演した。
2001年、Shotをラップした後、2人の麻薬の売人を殺害し逮捕され、終身刑を言い渡された。
2005年、カリフォルニア州クレセントシティにて同房者のケビン・ロビーに「神への警告を意図した悪魔崇拝の儀式」の一環として絞殺された。36歳没。